# Murod Zukhurov
Murod Zukhurov (en ruso: Мурод Шавкатович Зухуров; Bekabad, RSS de Uzbekistán, 23 de febrero de 1983) es un exfutbolista de Uzbekistán que jugaba en la posición de guardameta.

## Carrera

### Club
| Periodo   | Club              | Apariciones | Goles |
| --------- | ----------------- | ----------- | ----- |
| 2003-2006 | Metallurg Bekabad | 30          | 0     |
| 2007-2008 | Navbahor Namangan | 6           | 0     |
| 2008–2010 | FC Bunyodkor      | 23          | 0     |
| 2010–2012 | Nasaf Qarshi      | 36          | 0     |
| 2013–2019 | FC Bunyodkor      | 110         | 0     |

### Selección nacional
Jugó para Uzbekistán en cuatro ocasiones de 2012 a 2013 y participó en la Copa Asiática 2011.

## Logros
- Liga de fútbol de Uzbekistán (3): 2008, 2009, 2013
- Copa de Uzbekistán (2): 2008, 2013